# Üzür Dżuzupbekow
Üzür Dżuzupbekow (kirg. Узур Жусупбеков; ur. 12 kwietnia 1996) – kirgiski zapaśnik walczący w stylu klasycznym. Dwukrotny olimpijczyk. Brązowy medalista z Paryża 2024 w kategorii 97 kg, a także zajął dziesiąte miejsce w  Tokio 2020 w tej samej wadze.

## Kariera sportowa
Zajął dziewiętnaste miejsce na mistrzostwach świata w 2017. Piąty w Pucharze Świata w 2022, a także piąty w zawodach indywidualnych w 2020. Brązowy medalista igrzysk azjatyckich w 2018 i ósmy w 2022. Zdobył pięć medali na mistrzostwach Azji w latach 2016 - 2023. Wicemistrz igrzysk Solidarności Islamskiej w 2017 i 2021, a także halowych igrzysk azjatyckich w 2017. Trzeci na mistrzostwach Azji juniorów w 2014 i 2015 roku.